# Trifurkation (Zahnmedizin)

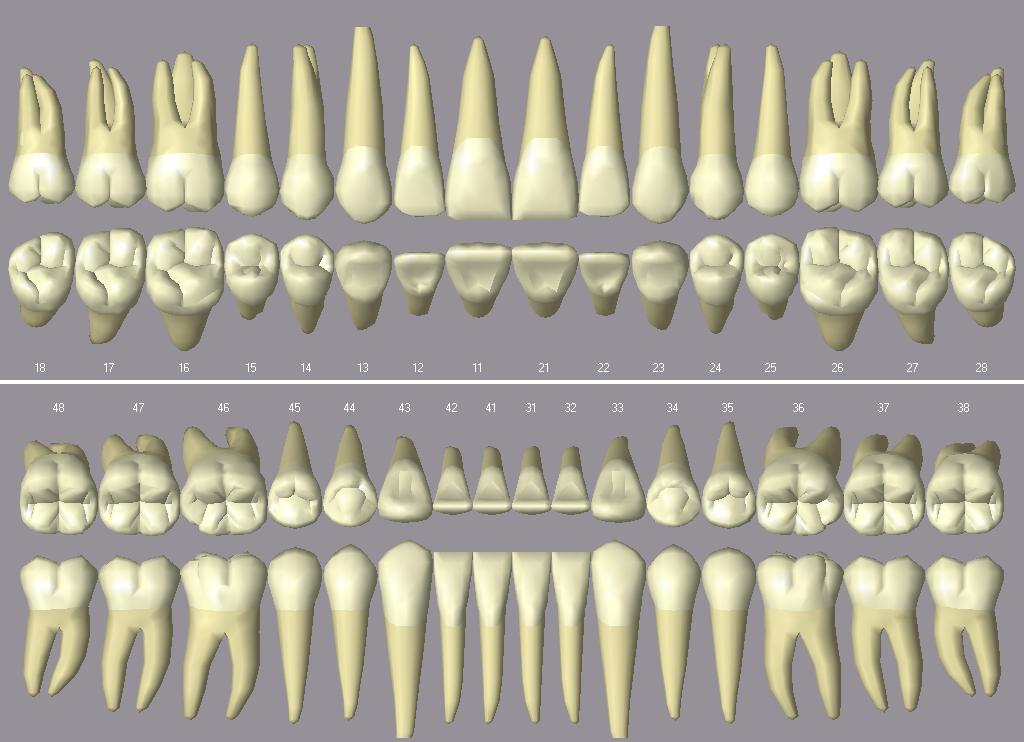
Das menschliche Gebiss: An den oberen Molaren sind deutlich die Trifurkationen erkennbar. (Schematische Darstellung)

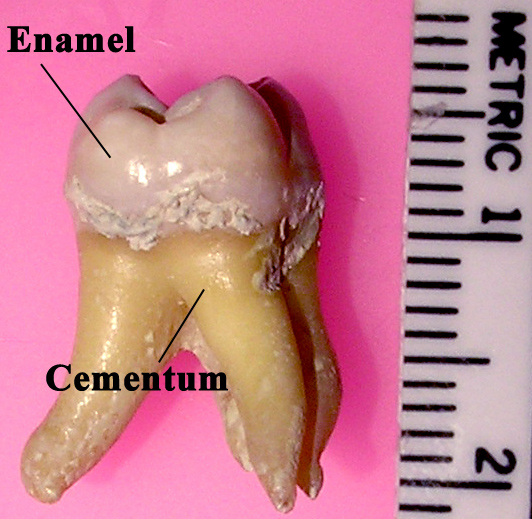
Deutlich erkennbare Trifurkation an einem Oberkiefer-Molaren

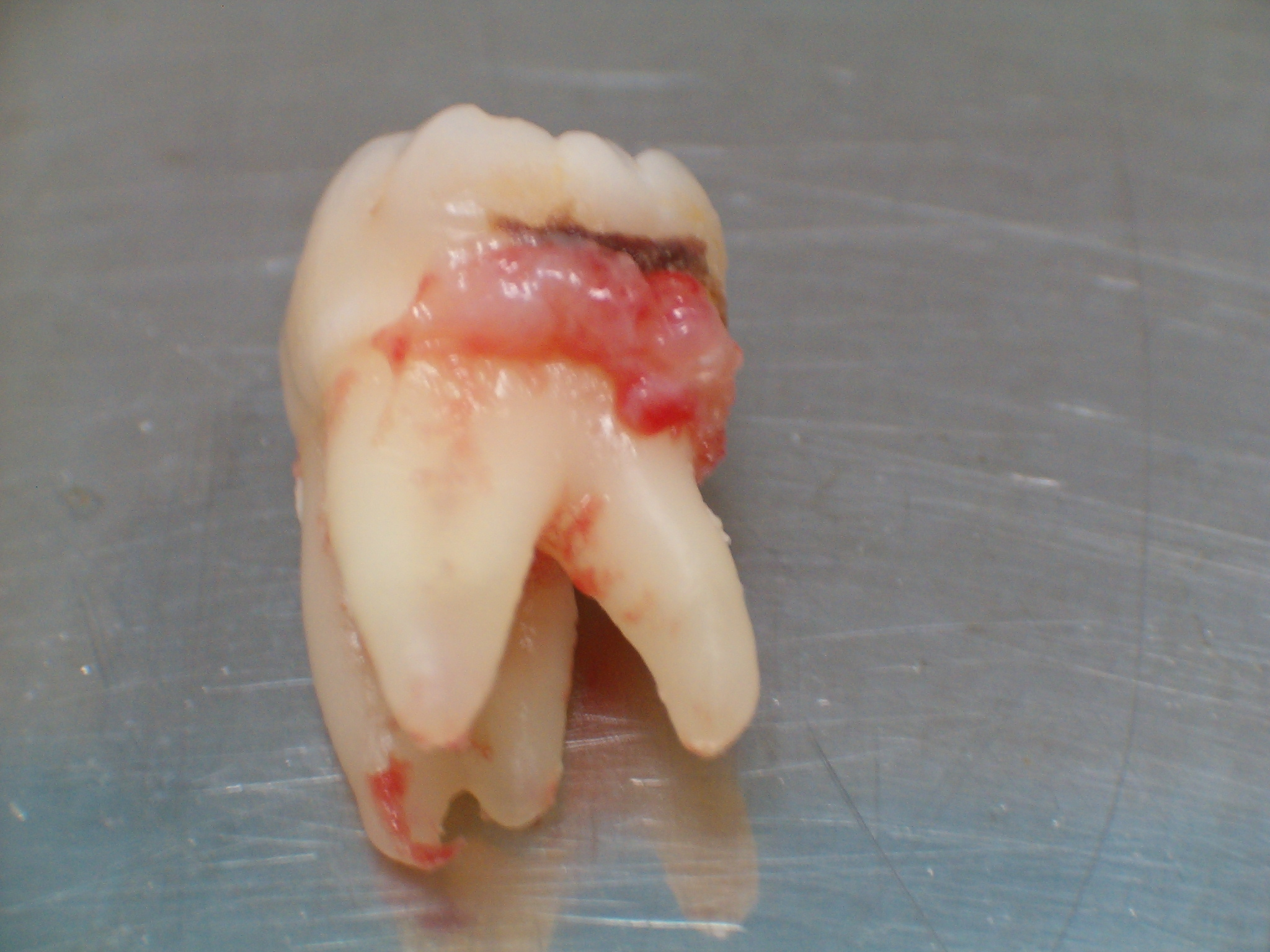
Deutlich erkennbare Trifurkation an einem Oberkiefer-Molaren. Anomalie: die palatinale Wurzel ist an der Wurzelspitze nochmals geteilt.

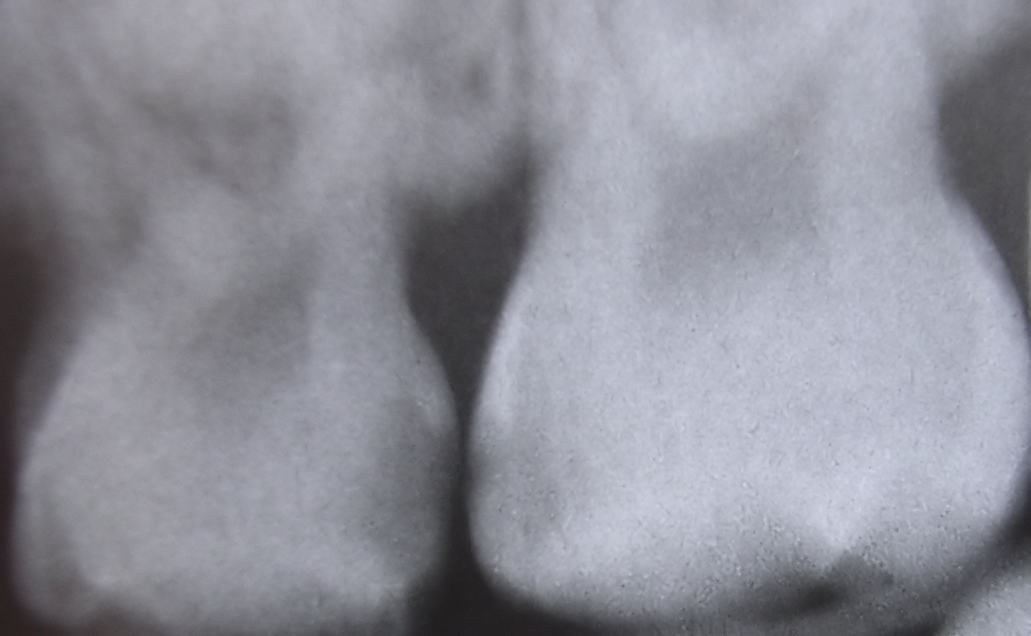
Beim zweiten oberen Molaren ist in der Trifurkation eine beginnende Knochenauflösung festzustellen. (Furkationsgrad 1). Nebenbefund: Approximalkaries am ersten und zweiten Molaren.

Als Trifurkation  (von lat. tria „drei“ und furca „Gabel“) wird in der Zahnmedizin die Aufteilungsstelle der Zahnwurzeln bei dreiwurzligen Zähnen bezeichnet. Das sind normalerweise die oberen Molaren. Anomalitäten bzw. Variationen kommen jedoch (insbesondere bei Weisheitszähnen) vor.
Beim (parodontal) gesunden Zahn liegt die Trifurkation innerhalb des Kieferknochens und ist weder sicht- noch sondierbar.
Bei fortgeschrittenen Zahnfleischerkrankungen liegt die Trifurkation häufig frei. Weil diese Stellen bei der Mundhygiene schwer zugänglich sind und deshalb eine Prädilektionsstelle für Keimbesiedlung darstellen, sollten derartige Stellen nach Möglichkeit parodontalchirurgisch behandelt werden, um Entzündungen zu vermeiden und weiteren Knochenabbau zu verhindern.
Trifurkation und Bifurkation werden in vier Furkationsgrade eingeteilt:
- (0) Furkation nicht tastbar (palpabel)
- (1) Furkationseingang palpabel
- (2) Furkation deutlich aber nicht durchgängig sondierbar
- (3) Furkation sondierbar und beidseitig durchgängig

Bei einer Hemisektion (Entfernung einer oder mehrerer Zahnwurzeln) wird die Zahnkrone bis zur Trifurkation durchtrennt und dann die Wurzel(n) entfernt.
Intrafurkal ist die Lagebezeichnung innerhalb der Alveole im Bereich der Aufteilungsstelle der Zahnwurzeln.